# Alessandra D'Ettorre
Alessandra D'Ettorre, née le 8 mai 1978 à Castelvecchio Calvisio, est une ancienne coureuse cycliste italienne.

## Biographie
En 2005, au Rotterdam Tour, elle fait partie d'une échappée de dix coureuses qui se forme à quarante kilomètres de l'arrivée. À dix kilomètres du but, Ina-Yoko Teutenberg place une attaque et est suivie par Alessandra D'Ettorre et Luisa Tamanini. Elle bat au sprint ses compagnons d'échappée pour s'imposer. Alessandra D'Ettorre est deuxième.

## Palmarès sur route
- 1996
  -  Championne du monde sur route juniors
- 2000
  -  Championne d'Europe sur route espoirs
- 2003
  - 2e du championnat d'Italie sur route
- 2005
  - 2e du Rotterdam Tour (Cdm)
- 2007
  - 6e étape du Tour de Toscane
- 2008
  - 1re étape du Tour de Pologne
- 2009
  - Grand Prix Cham-Hagendorn
  - 3e du Gran Premio della Liberazione
  - 3e de la Classica Citta' di Padova
- 2010
  - 2e du championnat d'Italie sur route
  - 3e du Gran Premio della Liberazione

### Classement mondiaux
| Année          | 2000 | 2001 | 2002 | 2003 | 2004 | 2005 | 2006 | 2007 | 2008 | 2009 | 2010 | 2011 | 2012 | 2013 |
| Classement UCI | 195e | -    | -    | 97e  | -    | 56e  | 104e | 142e | 128e | 91e  | 43e  | 124e | 265e | 307e |

## Palmarès sur piste

### Championnats nationaux
- 2006
  -  Championne d'Italie de la course aux points
  -  Championne d'Italie du scratch
- 2007
  - 2e de la course aux points
- 2008
  - 2e de la poursuite par équipes
  - 3e de vitesse par équipes
  - 3e du scratch
- 2011
  - 3e de la poursuite par équipes
- 2013
  - 3e de la poursuite par équipes

## Distinctions
- Oscar TuttoBici des juniors : 1996